# بلدة أوبرن (مقاطعة غياوغا)
بلدة أوبرن هي واحدة من ستة عشر بلدة في مقاطعة غياوغا، أوهايو، الولايات المتحدة. اعتبارًا من تعداد عام 2010، كان عدد السكان 6443.

## الاسم والتاريخ
على مستوى الولاية، توجد مدن أخرى في أوبرن في مقاطعتي كروفورد وتوسكارواس. تأسست بلدة أوبرن من قبل عائلات برادلي وسنو في جنوب نيوبري، نيو هامبشاير.

## روابط خارجية
- موقع ويب Township
- موقع المقاطعة نسخة محفوظة 13 فبراير 2006 على موقع واي باك مشين.